# Haim Schwarzbaum
Chaim Schwarzbaum (hebräisch חַיִּים שְׁוַרְצְבָּאוּם Chajīm Schwarzbāūm, 
jiddisch חיים שװארצבוים Ḥayim Shṿartsboim; * 24. September 1911 in Warschau; † 11. Oktober 1983 in Kir'on (קִירְאוֹן Qir'ōn) [Stadtteil Kirjat Onos]) war ein israelischer Orientalist und Erzählforscher.

## Werdegang
Schwarzbaum studierte zwischen 1934 und 1936 Anglistik und Orientalistik an der Universität Warschau. 1937 emigrierte er nach Palästina und setzte seine Forschungstätigkeit zur arabisch-muslimischen Kultur an der Hebräischen Universität Jerusalem fort. Von 1939 bis 1948 arbeitete er als Bibliothekar und Archivar bei der britischen Mandatsverwaltung Palästinas, nach der Staatsgründung Israels dann bis 1977 als Archivar der israelischen Armee.
Chaim Schwarzbaum beherrschte zahlreiche alte wie auch neue Sprachen, zu seinen Forschungsinteressen zählten Kulturen der ganzen Welt. Er war einer der letzten großen Erzählforscher des 20. Jahrhunderts, die sich der komparatistischen Arbeitsweise bedienten.

## Publikationen
- Studies in Jewish and world folklore. Berlin 1968 (Fabula; Band 3).
- The Mishle Shu'alim (Fox Fables) of Rabbi Berechiah Ha-Nakdan: A Study in comparative folklore and fable lore Institute for Jewish and Arab folklore research, Kir'on 1979.
- Biblical and extra-biblical legends in Islamic folk literature. Walldorf-Hessen 1982 (Beiträge zur Sprach- und Kulturgeschichte des Orients; Band 30).